# Callimetopus
Callimetopus är ett släkte av skalbaggar. Callimetopus ingår i familjen långhorningar.

## Bildgalleri

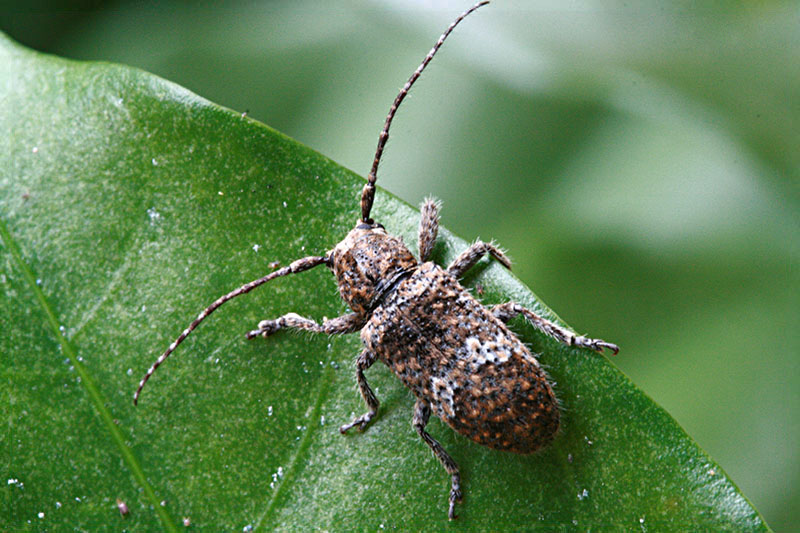

## Dottertaxa tillCallimetopus, i alfabetisk ordning[1]
- Callimetopus affinis
- Callimetopus albatus
- Callimetopus capito
- Callimetopus cordifer
- Callimetopus cynthia
- Callimetopus cynthioides
- Callimetopus degeneratus
- Callimetopus gloriosus
- Callimetopus griseus
- Callimetopus illecebrosus
- Callimetopus irroratus
- Callimetopus laterivitta
- Callimetopus lituratus
- Callimetopus longicollis
- Callimetopus lumawigi
- Callimetopus multialboguttatus
- Callimetopus nigritarsis
- Callimetopus ochreosignatus
- Callimetopus ornatus
- Callimetopus palawanus
- Callimetopus panayanus
- Callimetopus pantherinus
- Callimetopus paracasta
- Callimetopus principalis
- Callimetopus pulchellus
- Callimetopus rhombifer
- Callimetopus ruficollis
- Callimetopus siargaonus
- Callimetopus superbus
- Callimetopus tagalus
- Callimetopus variolosus
- Callimetopus vivesi